# Pierre Kamnitzer
Pour les articles homonymes, voir Kamnitzer.
 (janvier 2017).
Pierre Kamnitzer est un traducteur allemand (Munich, 16 novembre 1915 - Argenteuil, octobre 1975).
Pierre Kamnitzer fut marié à Renate Meffert. Sa famille a fui l'Allemagne nazie pour se réfugier en France.[réf. nécessaire]

## Traductions
- Norbert Elias, La Civilisation des mœurs, trad. de l'allemand par Pierre Kamnitzer [traduction de : Über den Prozess der Zivilisation ], France loisirs, 1997.
- Norbert Elias, La Société de cour, traduit de l'allemand par Pierre Kamnitzer et Jeanne Etoré, préface de Roger Chartier, Flammarion, 2008.
- Wilhelm Reich, L'Irruption de la morale sexuelle : étude des origines du caractère compulsif de la morale sexuelle, traduit de l'allemand par Pierre Kamnitzer [traduction de : Der Einbruch der Sexualmoral : zur Geschichte der sexuellen Ökonomie], Payot & Rivages, 2007
- Wilhelm Reich, Écoute, petit homme !, trad. de l'allemand par Pierre Kamnitzer, ill. de William Steig [traduction de : Rede an den kleinen Mann], Payot, 2001
- Wilhelm Reich, L'Éther, Dieu et le Diable : le fonctionnalisme orgonomique, trad. de l'allemand par Pierre Kamnitzer [traduction de : Orgonomischer Funktionalismus], Payot-Rivages, 1999
- Wilhelm Reich, La Superposition cosmique, trad. de l'anglais par Pierre Kamnitzer [traduction de : Cosmic superposition], Payot & Rivages, 1999
- Wilhelm Reich, Reich parle de Freud : Wilhelm Reich discute de son œuvre et de ses relations avec Sigmund Freud, éd. par Mary Higgins et Chester M. Raphael, trad. de l'anglais, États-Unis par Pierre Kamnitzer [traduction de : Reich speaks of Freud], Payot & Rivages, 1998
- Wilhelm Reich, Le meurtre du Christ, traduit de l'américain par Pierre Kamnitzer, Champ Libre, 1971. Orig. américain The Murder of Christ, 1953, réimp. FSG, 1978.
- Werner Spies, Victor Vasarely, trad. de l'allemand par Pierre Kamnitzer, Editions Cercle d'art, Paris, 1971.